# Hamilton County (Indiana)
Hamilton County ist ein County im Bundesstaat Indiana der Vereinigten Staaten. Der Verwaltungssitz (County Seat) ist Noblesville.

## Geographie
Das County liegt etwas nördlich des geographischen Zentrums von Indiana und hat eine Fläche von 1043 Quadratkilometern, wovon zwölf Quadratkilometer Wasserfläche sind. Es grenzt im Uhrzeigersinn an folgende Countys: Tipton County, Madison County, Hancock County, Marion County, Boone County und Clinton County.

## Geschichte
Hamilton County wurde am 8. Januar 1823 aus Teilen des Marion County und freiem Territorium gebildet. Benannt wurde es nach Alexander Hamilton, einem US-amerikanischen Politiker und erstem Finanzminister der USA.
29 Bauwerke und Stätten des Countys sind im National Register of Historic Places eingetragen (Stand 2. September 2017).

## Demografische Daten

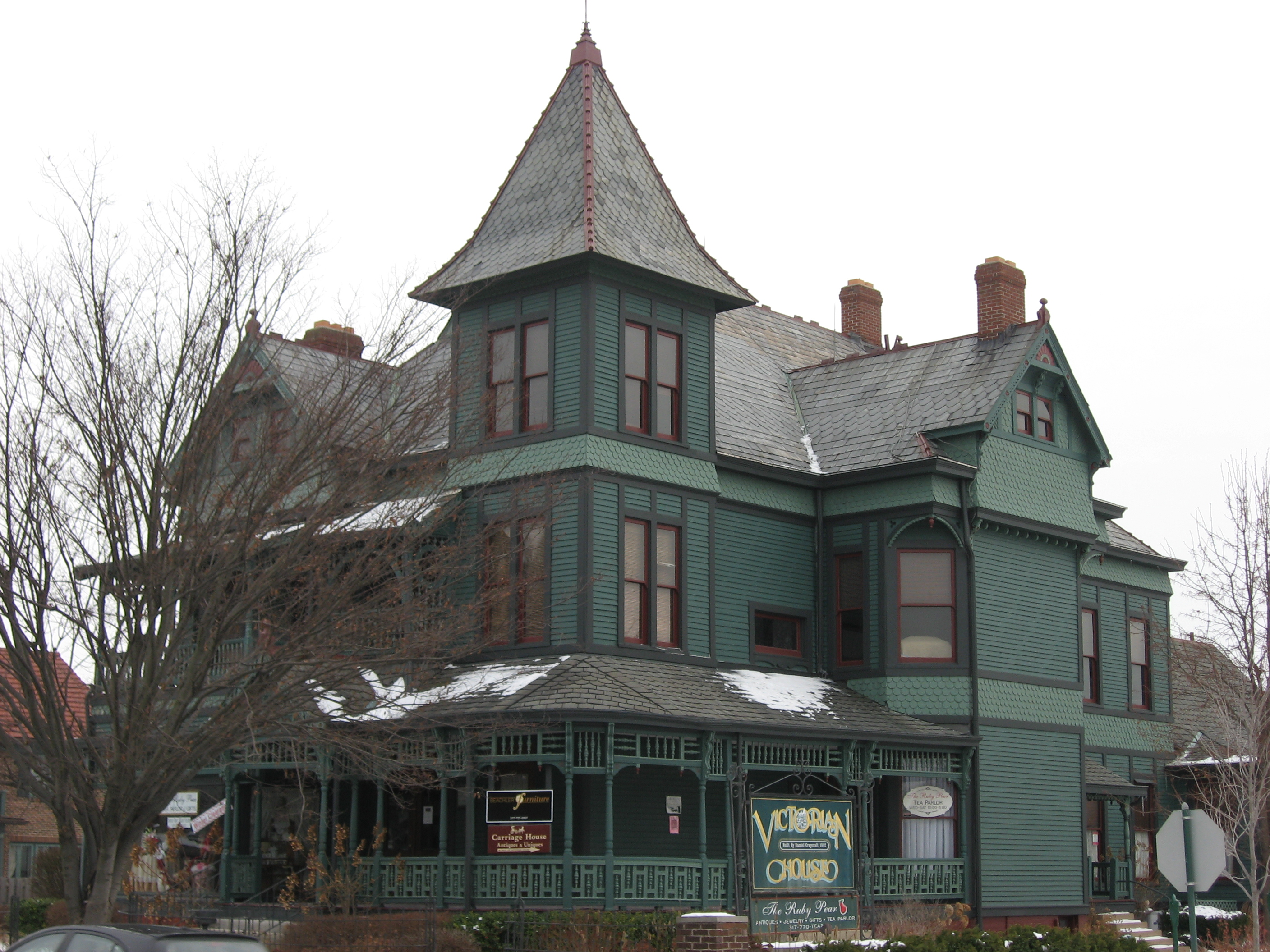
Das Daniel Craycraft House, gelistet im NRHP

Nach der Volkszählung im Jahr 2000 lebten im Hamilton County 182.740 Menschen in 65.933 Haushalten und 50.834 Familien. Die Bevölkerungsdichte betrug 177 Einwohner pro Quadratkilometer. Ethnisch betrachtet setzte sich die Bevölkerung zusammen aus 94,38 Prozent Weißen, 1,54 Prozent Afroamerikanern, 0,17 Prozent amerikanischen Ureinwohnern, 2,44 Prozent Asiaten, 0,04 Prozent Bewohnern aus dem pazifischen Inselraum und 0,54 Prozent aus anderen ethnischen Gruppen; 0,90 Prozent stammten von zwei oder mehr Ethnien ab. 1,59 Prozent der Bevölkerung waren spanischer oder lateinamerikanischer Abstammung.
Von den 65.933 Haushalten hatten 43,7 Prozent Kinder unter 18 Jahre, die mit ihnen im Haushalt lebten. 67,5 Prozent waren verheiratete, zusammenlebende Paare, 7,0 Prozent waren allein erziehende Mütter und 22,9 Prozent waren keine Familien. 18,6 Prozent waren Singlehaushalte und in 5,0 Prozent lebten Menschen mit 65 Jahren oder darüber. Die Durchschnittshaushaltsgröße betrug 2,75 und die durchschnittliche Familiengröße lag bei 3,16 Personen.
30,8 Prozent der Bevölkerung waren unter 18 Jahre alt, 5,6 Prozent zwischen 18 und 24, 34,9 Prozent zwischen 25 und 44 Jahre. 21,2 Prozent zwischen 45 und 64 und 7,5 Prozent waren 65 Jahre alt oder älter. Das Durchschnittsalter betrug 34 Jahre. Auf 100 weibliche Personen kamen 96,8 männliche Personen. Auf 100 Frauen im Alter von 18 Jahren und darüber kamen 93,5 Männer.
Das jährliche Durchschnittseinkommen eines Haushalts betrug 71.026 USD, das Durchschnittseinkommen der Familien 80.239 USD. Männer hatten ein Durchschnittseinkommen von 56.638 USD, Frauen 34.807 USD. Das Prokopfeinkommen betrug 33.109 USD. 2,0 Prozent der Familien und 2,9 Prozent der Bevölkerung lebten unterhalb der Armutsgrenze.

## Orte im County
- Arcadia
- Aroma
- Atlanta
- Bakers Corner
- Boxley
- Brooks
- Carmel
- Cicero
- Clare
- Clarksville
- College Meadows
- Deming
- Durbin
- Eagletown
- East Union
- Echo Crest
- Ekin
- Federal Hill
- Fishers
- Fishersburg
- Hawthorn Hills
- Holaday Hills and Dales
- Home Place
- Hortonville
- Jolietville
- Lamong
- Luxhaven
- Millersburg
- Monterey Village
- New Britton
- Newark Village
- Noblesville
- North Augusta Addition
- North Ridge Village
- Northern Beach
- Northwood Hills
- Omega
- Orchard Park
- Perkinsville
- Riverwood
- Sheridan
- Strawtown
- Trails End
- Walnut Grove
- West Noblesville
- Westfield

Townships
- Adams Township
- Clay Township
- Delaware Township
- Fall Creek Township
- Jackson Township
- Noblesville Township
- Washington Township
- Wayne Township
- White River Township